# Томас, Антония
Анто́ния Ла́ура То́мас (англ. Antonia Laura Thomas; род. 3 ноября 1986; Лондон, Англия, Великобритания) — английская актриса, наиболее известная по ролям Алиши в телесериале «Отбросы» и Клэр Браун в телесериале «Хороший доктор». Является представителем благотворительной организации Power The Fight.

## Биография
Томас родилась в семье ямайского психолога Вероники Томас и английского певца Дэвид Томас 3 ноября 1986 года в Лондоне, Англия. У неё также имеется две сестры журналистка — Хлоя Люси Томас и актриса — Эмма Джей Томас. В детстве она занималась живописью. Училась в «Бристольской театральной школе Олд Вик», получив степень бакалавра в 2009 году. После получения бакалавра актриса присоединилась к «Национальному театру молодёжи», с которым она гастролировала.

## Карьера
В 2009 году, спустя день, после окончания «Бристольской театральной школы Олд Вик» она получила роль Алишы Дэниелс в телесериале «Отбросы». Во время съемок в телесериале, в 2010 году, актриса исполнила роль в телефильме «Стэнли Парк» и мини-сериале «Бездна». Во время съемок в «отбросах» актриса была номинирована на премию «Золотой нимфы» в категории «лучшая женская роль в драме». Покинув телесериал в конце 2011 года, актриса призналась, что провела «потрясающее время» на съемках шоу.
В 2012 сыграла роль второго плана в мини-сериале «В тылу», а также небольшую роль в полнометражной кинокомедии «Спайк Айленд», помимо участия в сериалах и фильмах актриса появилась в музыкальном клипе группы Coldplay, на песню «Charlie Brown». В 2013 исполнила роль второго плана в романтическом мюзикле «Солнце над Литом» за роль в котором получила номинацию на премию Empire, в категории «лучшая женщина-новичок», а также малозаметную роль в фильме «Привет Картер». С 2014 по 2018 снималась в телесериале «Вспомнить все связи» в главных ролях. С 2015 по 2018 участвовала в роли рассказчика в телесериале «Телепузики». В том же 2015 появилась в клипе на песню «C'est la Vie» группу Stereophonics. С 2017 по 2022 исполняла роль доктора Клэр Браун в сериале «Хороший доктор». В 2020 году исполнила главную роль в фильме «И все это в летний день», за роль в фильме Томас была номинирована на премию Британского городского кинофестиваля в категории «лучшая женская роль». В 2022 исполнила главную роль в фильме-ужаов «Анакорета». В 2022 исполнила главную роль в комедийном мини-сериале «Неспящие».
В 2024 году исполнила главную роль в фильме «Синистер: Семейное проклятие», а также короткометражном фильме «Несущий ветер».

## Фильмография
| Год          |     | Русское название                 | Оригинальное название                | Роль              |
| ------------ | --- | -------------------------------- | ------------------------------------ | ----------------- |
| 2009—2011    | с   | Отбросы                          | Misfits                              | Алиша Дэниелс     |
| 2010         | тф  | Стэнли Парк                      | Stanley Park                         | Сэди              |
| 2010         | с   | Бездна                           | The Deep                             | Мэдди             |
| 2012         | ф   | Восемь минут лени                | 8 Minutes Idle                       | Адриенна          |
| 2012         | с   | В тылу                           | Homefront                            | Таша Рэвили       |
| 2012         | ф   | Спайк Айленд                     | Spike Island                         | Лиза              |
| 2013         | ф   | Солнце над Литом                 | Sunshine on Leith                    | Ивонн             |
| 2013         | ф   | Привет Картер                    | Hello Carter                         | Миша              |
| 2014         | ф   | Искра                            | Scintilla                            | Штейнман          |
| 2014         | с   | Флеминг                          | Fleming                              | певица            |
| 2014         | с   | Перевозчик                       | Transporter: The Series              | Феррара           |
| 2014—2018    | с   | Вспомнить все связи              | Lovesick                             | Иви               |
| 2014         | ф   | Северный соул                    | Northern Soul                        | Анжела            |
| 2015         | тф  | Ковчег                           | The Ark                              | Сабба             |
| 2015         | ф   | Уцелевшая                        | Survivor                             | Наоми Розенбаум   |
| 2015         | с   | Мушкетеры                        | The Musketeers                       | Самара Аламар     |
| 2015         | кор | Исла Траена                      | Isla Traena                          | Ди                |
| 2015—2018    | с   | Телепузики                       | Teletubbies                          | рассказчик        |
| 2016         | с   | Кошмарные миры Герберта Уэллса   | The Nightmare Worlds of H. G. Wells  | Изабель Харрингей |
| 2016         | кор | Прорыв                           | Breaking                             | Анна              |
| 2016         | ф   | Первенец                         | FirstBorn                            | Чарли             |
| 2016         | кор | Произведение                     | The Works                            | Джульетта         |
| 2017         | с   | Искра                            | Spark                                | Пин Джонс         |
| 2017         | кор | Гомер                            | Homer                                | Лекси             |
| 2017         | кор | Задний вид                       | Rearview                             | Никки             |
| 2017 — н. в. | с   | Хороший доктор                   | The Good Doctor                      | доктор Клэр Браун |
| 2018         | с   | Отрывки: Моменты из жизни женщин | Snatches: Moments from Women's Lives | Леони             |
| 2020         | кор | Это очень милое имя              | Freedoms Name Is Mighty Sweet        | Люсиль Хантер     |
| 2020         | с   | Голос перемен                    | Small Axe                            | Гретл Логан       |
| 2021         | ф   | И все это в летний день          | All on a Summer's Day                | Никки             |
| 2022         | мс  | Удивительный мир Микки Мауса     | The Wonderful World of Mickey Mouse  | рассказчик        |
| 2022         | с   | Подозреваемый                    | Suspect                              | Майя              |
| 2022         | мс  | Тука и Берти                     | Tuca & Bertie                        | камео             |
| 2022         | ф   | Анакорета                        | Anacoreta                            | Антониа           |
| 2022—2024    | мс  | Пожарные приятели                | Firebuds                             | Мисс Кулидж       |
| 2023         | с   | Неспящие                         | Still Up                             | Лиза              |
| 2024         | кор | Несущий ветер                    | Carry the Wind                       | Мириам            |
| 2024         | ф   | Синистер: Семейное проклятие     | The Bagman                           | Карина            |
|              | ф   | Суматоха                         | The Scurry                           |                   |

### Музыкальные клипы
| Год  | Название      | Исполнитель   | Примечания |
| ---- | ------------- | ------------- | ---------- |
| 2012 | Charlie Brown | Coldplay      | [ 26 ]     |
| 2015 | C'est la Vie  | Stereophonics | [ 27 ]     |

## Награды и номинации
| Год  | Награда                          | Категория                                 | Номинация за            | Результат | Примечания |
| ---- | -------------------------------- | ----------------------------------------- | ----------------------- | --------- | ---------- |
| 2011 | Премия «Золотой нимфы»           | Выдающаяся актриса драматического сериала | Отбросы                 | Номинация | [ 10 ]     |
| 2014 | Премия журнала «Empire»          | Лучшая женщина-новичок                    | Солнце над Литом        | Номинация | [ 14 ]     |
| 2020 | Премия Британского кинофестиваля | Лучшая женская роль                       | И все это в летний день | Номинация | [ 22 ]     |